# Osiris Villegas
Osiris Guillermo Villegas (Mendoza, 26 de julio de 1916 – ciudad de Buenos Aires, 12 de mayo de 1998) fue un militar argentino que ejerció como ministro del Interior del gobierno de José María Guido y como secretario del Consejo Nacional de Seguridad (CONASE) de la dictadura de Juan Carlos Onganía.

## Biografía

### Carrera militar
Fue egresado del Colegio Militar en la promoción 62 como subteniente de caballería. Férreo opositor al gobierno de Juan Domingo Perón, y participó en la dictadura autodenominada Revolución Libertadora que lo derrocó.
En 1959 era coronel y estaba destinado como jefe del Estado Mayor de la 4.ª División de Ejército con asiento en Córdoba, cuando integró el "planteo" de los jefes de la división que exigía la renuncia del subsecretario de guerra, coronel Reimundes, el 16 de junio de 1959 (que terminó con el alejamiento de este). Ascendió a general de división en 1961. Más adelante estuvo alineado al sector "azul" en la interna militar, que asumió la posición "legalista" durante el gobierno de José María Guido en 1963.
Tras el derrocamiento de Arturo Frondizi, fue nombrado al frente del Ministerio del Interior durante la presidencia de José María Guido. Fue colocado en ese puesto por el general Juan Carlos Onganía, jefe de una de las facciones en que estaba dividida la oficialidad del Ejército Argentino. Considerando relativamente superada la etapa del peronismo, se destacó como el ideólogo del anticomunismo en la Argentina.
El 2 de abril de 1963 sobrevivió a un atentado contra su vida, siendo gravemente herido de un tiro de pistola en el cuello. [cita requerida]Organizó las elecciones presidenciales del 7 de julio de ese año, asegurándose la proscripción del peronismo y de todas las listas neoperonistas. En las mismas triunfó el radical Arturo Illia, con muy leve ventaja sobre los votos en blanco, que representaban la protesta de los sectores peronistas.
El presidente Illia lo nombró subjefe del Estado Mayor del Ejército. No obstante, participó de todos los planteos de Onganía en su contra. Era comandante del V Cuerpo cuando impulsó el golpe militar de 1966 junto con el comandante en jefe, teniente general Pascual Pistarini, y el comandante del I Cuerpo, general de división Julio Rodolfo Alsogaray, encumbrando a Juan Carlos Onganía en la presidencia.

### Secretario del Consejo Nacional de Seguridad
Onganía lo designó titular de la Secretaría del Consejo Nacional de Seguridad (CONASE) el 9 de diciembre de 1966. Con el ascenso del general Alejandro Agustín Lanusse al comando en jefe en 1968, Villegas pasó a retiro junto a otros generales.
El general Juan Carlos Onganía pidió la colaboración del exministro en la Secretaría del Consejo Nacional de Seguridad. Villegas diseñó las estrategias que se deberían instrumentar para luchar contra los movimientos de la izquierda.
En tal carácter, llevó adelante los comienzos de la represión contra grupos subversivos que habían comenzado a actuar, incluyendo dentro de la denominación de subversivos el accionar de los sindicatos en defensa de los derechos de los trabajadores. Este accionar se vio aumentado después de la protesta masiva conocida como "Cordobazo", estallada en Córdoba en mayo de 1969.
Alejado del gobierno militar, dejó su cargo. El poder ejecutivo dio por aceptada su renuncia el 19 de diciembre de 1969.

### Actividad posterior al retiro
Durante la dictadura de Onganía y Levingston entre 1969 y 1973 fue embajador de su país en el Brasil. A su regreso, durante la presidencia de Héctor Cámpora, se dedicó al estudio de los conflictos de límites con Chile.[cita requerida]
A lo largo de su vida, colaboró numerosas veces en la prensa, publicando notas en los periódicos, especialmente en La Nación, sobre historia y estrategia militar. Entre los libros que publicó, se destaca ‘’Guerra Revolucionaria Comunista’’, del año 1962, en que se mostró partidario de la llamada Doctrina de seguridad nacional, ideada por la política exterior de los Estados Unidos. No obstante, cuando la existencia de esta doctrina fue denunciada en público, negó rotundamente que hubiese sido aplicada en la Argentina.
Permaneció alejado de toda actuación política durante el Proceso de Reorganización Nacional, surgido del golpe de Estado de 1976. Al finalizar el mismo, volvió a publicar colaboraciones en diarios y periódicos, atacando al gobierno de Raúl Alfonsín –al que consideraba izquierdista– y defendiendo públicamente y ante el Consejo Supremo de las Fuerzas Armadas al general Ramón Camps, responsable de crímenes de lesa humanidad. Fueron frecuentes sus colaboraciones en el diario La Nación.
Falleció en el Hospital Militar de Buenos Aires en 1998, víctima de un derrame cerebral.